# Рес (Рајна-Палатинат)
Рес (њем. Roes) општина је у њемачкој савезној држави Рајна-Палатинат. Једно је од 92 општинска средишта округа Кохем-Цел. Према процјени из 2010. у општини је живјело 536 становника. Посједује регионалну шифру (AGS) 7135075.

## Географски и демографски подаци
Рес се налази у савезној држави Рајна-Палатинат у округу Кохем-Цел. Општина се налази на надморској висини од 330 метара. Површина општине износи 6,7 km². У самом мјесту је, према процјени из 2010. године, живјело 536 становника. Просјечна густина становништва износи 80 становника/km².